# José Recalde Vela
José Recalde Vela f va ser un polític i militar espanyol.

## Biografia
Militar professional, pertanyia a l'arma d'infanteria. Va tenir una actuació destacada en la Guerra del Marroc, durant la qual va guanyar diverses condecoracions.
El 18 de juliol de 1936, a l'esclat de la Guerra civil, es va mantenir fidel a la República i va dirigir la resistència contra els militars revoltats. Va formar part del 2n Batalló de milícies antifeixistes de Màlaga —també conegut com a batalló «Mèxic»—, del qual arribaria a ser comandant. Es va afiliar al Partit Comunista d'Espanya (PCE). El gener de 1937 li va ser conferit el comandament de l'acabada de crear 52a Brigada Mixta, al subsector malagueny de Villanueva de Cauche. Al maig de 1937 va ser enviat al capdavant Nord, on va exercir diversos comandaments. Va ser cap de la 186a Brigada Mixta i, posteriorment, de la Divisió «B» del XIV Cos d'Exèrcit.
A la seva caiguda del front Nord va tornar a la zona centro republicana, reintegrant-se en la lluita. Assumiria el comandament de la 47a Divisió, amb la qual va intervenir en diverses operacions en Llevant i Extremadura. També va manar la 19a Divisió. Cap al final de la contesa ostentava la graduació de tinent coronel. Al març de 1939, oposat al cop de Casado, va arribar a destituir el coronel Juan Ibarrola Orueta i va assumir temporalment el comandament del XXII Cos d'Exèrcit.